# Schlacht in der Philippinensee

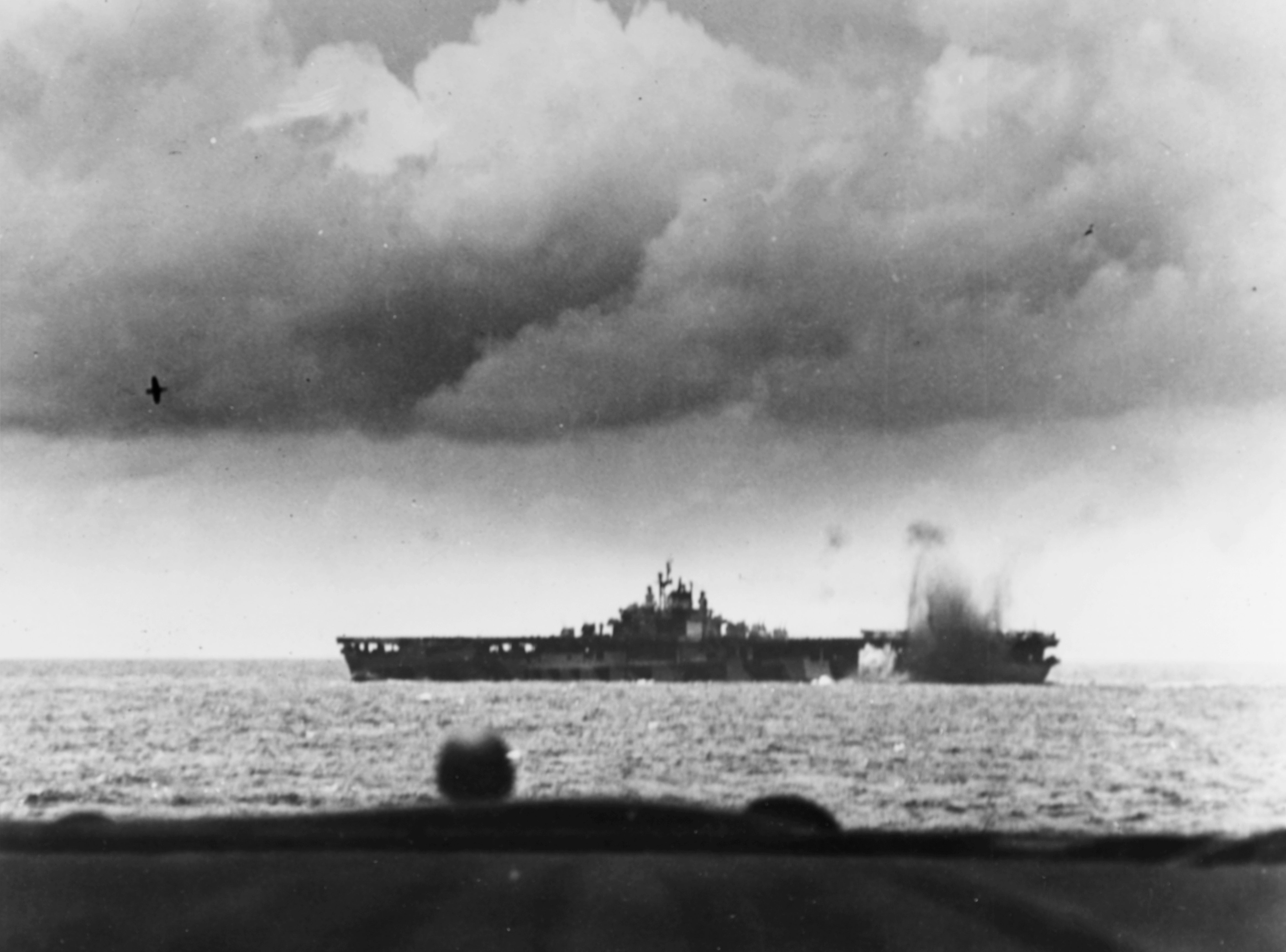
Japanischer Luftangriff am 19. Juni 1944: Die Bombenexplosion nahe dem Flugzeugträger Bunker Hill verursachte zwei Tote und über 80 Verwundete

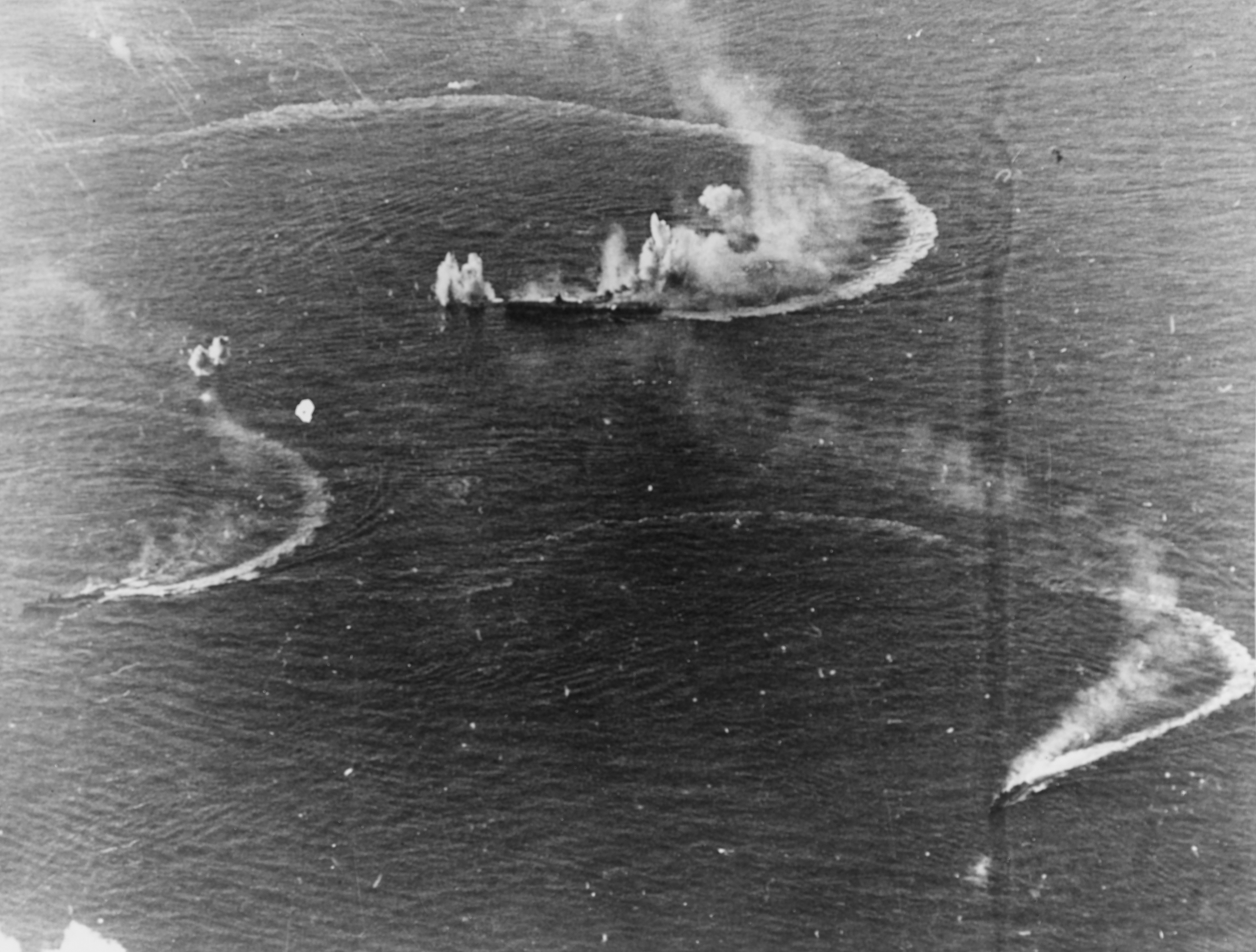
Amerikanischer Luftangriff am späten Nachmittag des 20. Juni 1944: In der Mitte der Flugzeugträger Zuikaku, der mehrere Treffer erhält, daneben zwei Zerstörer

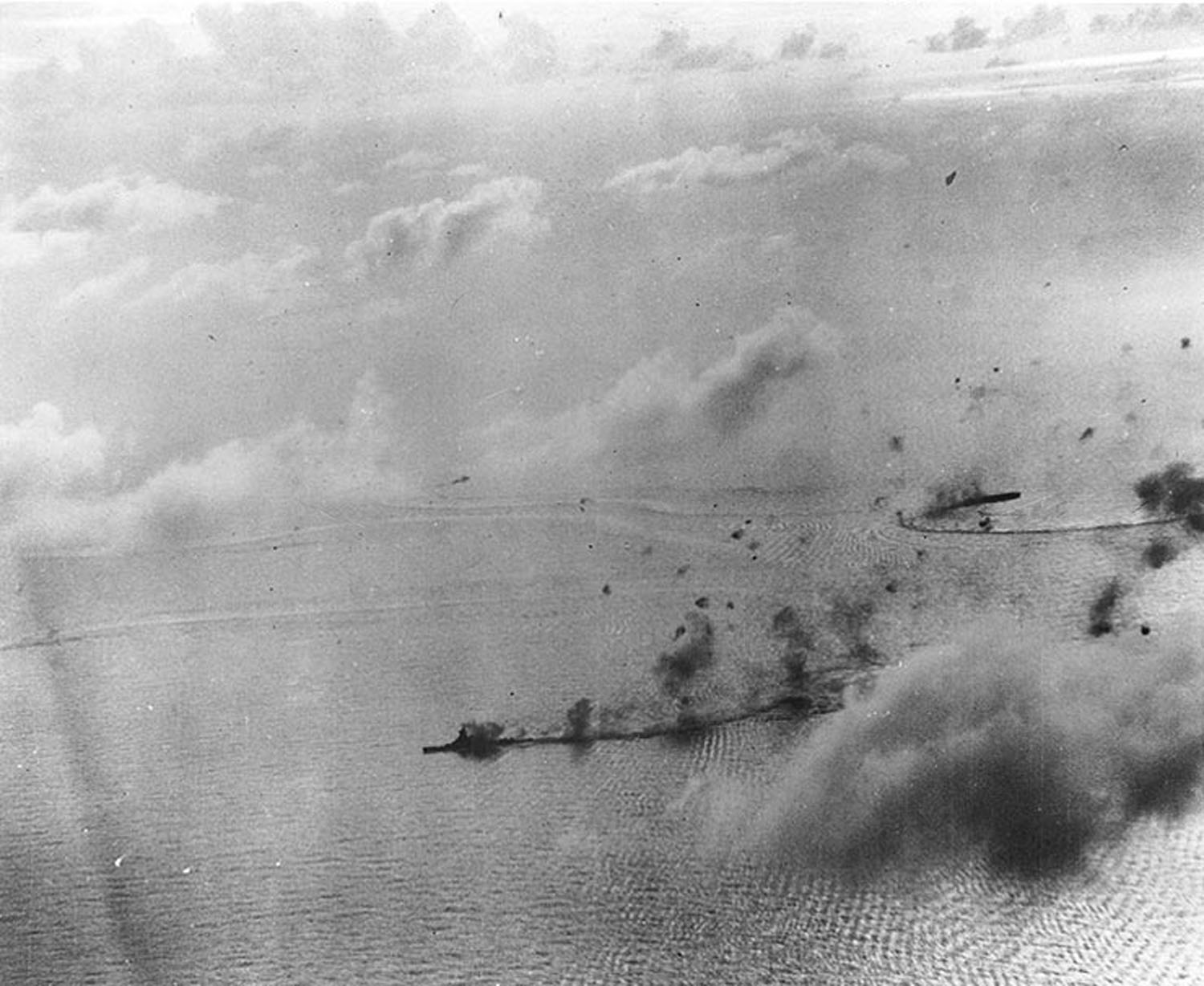
Luftangriff auf die japanischen Schiffe durch amerikanische Jagd- und Sturzkampfbomber der Task Force 58. Mittig entweder der Schlachtkreuzer Haruna oder der Schlachtkreuzer Kongō, rechts der Flugzeugträger Chiyoda.

Die Schlacht in der Philippinensee vom 19. bis 20. Juni 1944 war eine militärische Auseinandersetzung zwischen der Kaiserlich Japanischen Marine und der United States Navy. Es war die größte Trägerschlacht der Geschichte. Während der Schlacht wurden zwei der japanischen Flugzeugträger von U-Booten versenkt. Die amerikanischen Flugzeugträger starteten einen längeren Angriff, bei dem ein leichter Flugzeugträger versenkt und andere Schiffe beschädigt wurden. Achtzig amerikanische Flugzeuge gingen verloren. Obwohl die Schlacht damals als eine verpasste Gelegenheit zur Vernichtung der japanischen Flotte erschien, hatte die kaiserliche japanische Marine den größten Teil ihrer Flugzeugträger verloren und sollte sich davon nie mehr erholen. Zusammen mit der Schlacht im Golf von Leyte vier Monate später bedeutete diese Schlacht das Ende der japanischen Trägeroperationen.

## Ausgangslage
Die Offensive der US-Marine im Zentralpazifik gewann Anfang 1944 enorm an Fahrt und brachte sie in Schlagdistanz zu Japan. Die Kaiserlich Japanische Marine (IJN) hoffte angesichts des drohenden amerikanischen Vorstoßes auf die Marianen im Juni, ihre Heimatinseln schützen zu können. Die japanischen Befehlshaber waren sich bewusst, dass die mächtigen amerikanischen Flugzeugträger um jeden Preis aufgehalten werden mussten, und setzten ihre Hoffnungen erneut auf einen Plan für eine Entscheidungsschlacht. Die Insel Saipan, nur 1.200 Seemeilen südlich von Tokio gelegen, würde den amerikanischen Streitkräften eine hervorragende Basis für Luftangriffe bieten. Auf der dreizehn Meilen langen Insel Saipan, die an ihrer breitesten Stelle weniger als halb so lang ist, befanden sich drei japanische Flugplätze mit "Platz für mehr". Die amerikanische Führung beabsichtigte, die japanische Marine zu vernichten und Saipan als Ausgangsbasis für die B-29-Bomberstaffel zu erobern.
Nachdem sich nach der Schlacht um Midway die Wende im Pazifikkrieg abgezeichnet hatte, entwickelten führende US-Militärs die Taktik des sogenannten Inselspringens. Da bereits die Salomon-Inseln und die Gilbertinseln sowie die Marshallinseln und Neuguinea mit dieser Taktik zurückerobert worden waren, beschloss man, an dieser Art der Kriegsführung festzuhalten. Als Nächstes sollten nun die Marianeninseln unter Kontrolle gebracht werden, da diese in einer für pazifische Verhältnisse geringen Entfernung von etwa 2.400 Kilometern vor dem japanischen Festland lagen. Diese Entfernung entsprach der Reichweite der US-amerikanischen B-29-Bomber. Flugplätze auf den Marianen-Inseln würden eine effektive Bombardierung der japanischen Hauptinseln möglich machen. Mit Basen auf den Marianen könnte außerdem ein erster Keil zwischen das japanische Mutterland und die wichtigen Rohstoffgebiete in Indonesien getrieben werden. Auch als Nordflanke für die Rückeroberung der Philippinen war die Inselgruppe von großer strategischer Bedeutung.
Nach den anhaltenden Verlusten der Japaner in den vorausgegangenen Schlachten entschied im September 1943 das Hauptquartier der japanischen Marine unter Nagano Osami, eine neue Offensive zu starten, weil in den vergangenen Jahren auf Kiel gelegte neue Flugzeugträger und Schlachtschiffe einsatzbereit waren. Man sah nun eine Chance, das Kräfteverhältnis zwischen den japanischen und US-amerikanischen Streitkräften zugunsten Japans zu verändern.
Als die 5. US-Flotte unter Vizeadmiral Raymond A. Spruance am 15. Juni 1944 ihre Landungsoperation auf der Insel Saipan startete, setzten die Japaner unter dem Oberbefehl von Shimada Shigetarō die Operation A-gō (あ号作戦, A-gō sakusen) in Kraft, die nahezu die gesamte zur Verfügung stehende Marine mobilisierte. Bereits vor Kriegsbeginn hatten hochrangige Militärs einen Plan für einen Seekrieg gegen die USA aufgestellt, der sich aber in der Folgezeit als unbrauchbar erwiesen hatte. Man diskutierte nun die Möglichkeit, in einer einzigen Entscheidungsschlacht den Feind vernichtend zu schlagen. Man wusste aber nicht, dass der zugrunde liegende Plan (Operation Z) in die Hände der Amerikaner gefallen war, wodurch diese Manöver und Ablenkungstaktiken vorhersehen konnten.

## Vorbereitungen
Am 13. Juni verließ die japanische 1. Mobile Flotte den Hafen Tawi-Tawi südwestlich der Philippinen und wurde bereits kurz darauf von einem U-Boot der USA entdeckt. Einen Tag später schlossen sich einige japanische Schlachtschiffe im Westen der Philippinensee der Flotte an; diese wurde jedoch schon vier Tage später in drei Verbände aufgeteilt. Die Gruppe näherte sich der Insel Saipan, wo US-amerikanische Truppen ihre Landungsoperation begonnen hatten. Währenddessen erlangten die USA einen entscheidenden Vorteil: Zum einen konnten sie die japanischen Funksprüche entschlüsseln, so dass die weiteren Schritte der japanischen Truppen bekannt waren, zum anderen hatten kleine Teile der US-Armee begonnen, die Flugabwehr auf den Marianeninseln zu zerstören.
Am 15. und 16. Juni unternahm eine US-Trägergruppe mit einigem Erfolg Angriffe gegen japanische Basen auf den nördlich gelegenen Inseln Iwo Jima und Chichi Jima. Diese Stützpunkte waren damit für einige Zeit ausgeschaltet und fielen als Bedrohung für die weiteren Operationen aus.
Am Morgen des 18. Juni vereinigten sich die vier US-Trägergruppen zur Task Force 58 (Vizeadmiral Marc Andrew Mitscher) und liefen Richtung Südwest auf die Japaner zu. Ihre Hauptaufgabe war die Sicherung der Landeoperationen auf Saipan. Man entschloss sich also erst einmal zur Defensive und überließ den Japanern die Initiative.

## 19. Juni
Am Morgen des 19. Juni, gegen 5:30 Uhr, machten sich erste Bomber und Jagdflugzeuge der USAAF auf den Weg, etwa gleichzeitig auch die Flugzeuge der Japaner. Die japanischen Piloten hatten die Aufgabe, die Flotte der US-Marine zu zerstören, während die Bomber der USA versuchten, die Landflugplätze auf den Marianen zu vernichten; die japanischen Schiffe befanden sich aufgrund der Windverhältnisse und der höheren Reichweite der leichtgebauten japanischen Maschinen außer Reichweite.
Die japanische Luftwaffe griff danach die US-Flotte und in Luftschlachten über Guam und Rota die US-Luftwaffe an. Dieser Tag ging in die Geschichte ein als das „Große Marianen-Truthahnschießen“ (Great Marianas Turkey Shoot). Die Japaner erlebten ein Debakel und verloren 330 ihrer 430 Trägerflugzeuge, zusammen mit den landgestützten Maschinen wurden etwa 450 japanische Flugzeuge abgeschossen. Nur 30 US-amerikanische Maschinen gingen verloren. Vier US-Schiffe wurden leicht beschädigt, auf dem Schlachtschiff South Dakota starben 27 Matrosen, es blieb aber voll einsatzfähig.
Damit war die Seeschlacht bereits entschieden, bevor sie überhaupt richtig begonnen hatte. Die Japaner in ihren veralteten, leichten und schlecht gepanzerten Flugzeugen wurden von einem beinahe undurchdringlichen Flakvorhang empfangen. Wer dieses Inferno überstand, der wurde zur leichten Beute der schweren und schnellen US-amerikanischen Jagdflugzeuge.
Noch am selben Tag wurden die japanischen Träger Taihō und Shōkaku weiter südlich von U-Booten der US-Marine gesichtet und angegriffen. Die Taihō erhielt einen Torpedotreffer nahe den Flugbenzintanks, und der folgende Brand geriet außer Kontrolle, so dass sie gegen 17:30 Uhr explodierte und sank. Der Shokaku ging es nicht besser: Drei Torpedotreffer verursachten einen Brand, der schließlich die Munitionsbunker erreichte und das Schiff zerriss. Sie sank bereits um 15:00 Uhr.

## 20. Juni
Die US-Amerikaner wollten nun ihren Sieg ausnutzen und gingen in der Nacht auf Westkurs, um die Japaner am Morgen anzugreifen. Sie fanden die japanische Flotte aber erst um 15:40 Uhr am Nachmittag. Trotzdem wurde ein Luftangriff befohlen, wohlwissend, dass die Flugzeuge danach die Träger erst bei Dunkelheit wieder erreichen konnten. Die Japaner konnten nur noch etwa 35 Flugzeuge zur Abwehr in die Luft bringen, die US-Marine attackierte aber mit 216 Maschinen. Der Träger Hiyō wurde versenkt, mindestens ein weiterer Träger (Zuikaku) und ein Schlachtschiff beschädigt und zwei Tanker so schwer, dass sie später verlassen werden mussten.
Auch 80 US-Flugzeuge gingen verloren, die meisten, als sie versuchten, bei Nacht auf den Trägern zu landen. Viele hatten es wegen des Risikos, am Träger zu zerschellen, gar nicht versucht und waren neben den Schiffen auf dem Wasser notgelandet. Insgesamt lagen die Verluste bei 49 Mann der Flugzeugbesatzungen.
Spruance lehnte eine weitere Verfolgung der Japaner ab, weil er dann seine Flotte hätte aufspalten müssen. Der Schutz der Landung auf Saipan hatte Priorität. Damit war die Schlacht beendet, und die verbliebenen japanischen Träger und ihre Eskorte konnten entkommen.

## Fazit und Folgen
Die US-Marine war zahlenmäßig überlegen. Das erklärt aber nicht allein die katastrophalen Verluste der japanischen Streitkräfte, besonders der Flieger. Entscheidend waren der technische Vorsprung, den die US-Amerikaner inzwischen hatten, und ihre ungeheuren industriellen Kapazitäten. Sie statteten ihre Schiffe mit einer sehr großen Zahl an Flugabwehrgeschützen aus und verfügten erstmals bei den größeren Kalibern über den damals streng geheimen Annäherungszünder. Die leichten, kaum gepanzerten japanischen Flugzeuge waren diesem massiven Abwehrfeuer nicht mehr gewachsen.
Die US-Marine ihrerseits hatte im zweiten Halbjahr 1943 auf den Flottenträgern sämtliche Jäger Grumman F4F Wildcat gegen Grumman F6F Hellcat ausgetauscht. Diese waren schneller und besser gepanzert als die japanischen Jäger. Mit diesem Typ konnten die US-Amerikaner endgültig die Luftherrschaft erringen. Marineoperationen waren aber ohne ausreichende Luftunterstützung nicht mehr durchführbar, und dies sollte sich bald in steigenden japanischen Schiffsverlusten bemerkbar machen.
Der Großteil der kaiserlichen Marine konnte zwar entkommen, aber die Marianen waren nun isoliert und von der US-Marine eingeschlossen. Dadurch wurde die Grundlage für die Einnahme der Inselgruppe gelegt. Die verbliebenen Kräfte der japanischen bordgestützten Marineflieger waren für den weiteren Verlauf des Pazifikkrieges nicht mehr von entscheidender Bedeutung, was soweit ging, dass in der See- und Luftschlacht im Golf von Leyte vier Monate später ein Großteil der verbliebenen Träger für ein Ablenkungsmanöver geopfert wurde. Die Einnahme der Inseln bedeutete den Beginn des strategischen Bombenkrieges gegen Japan.